# Силезская кухня

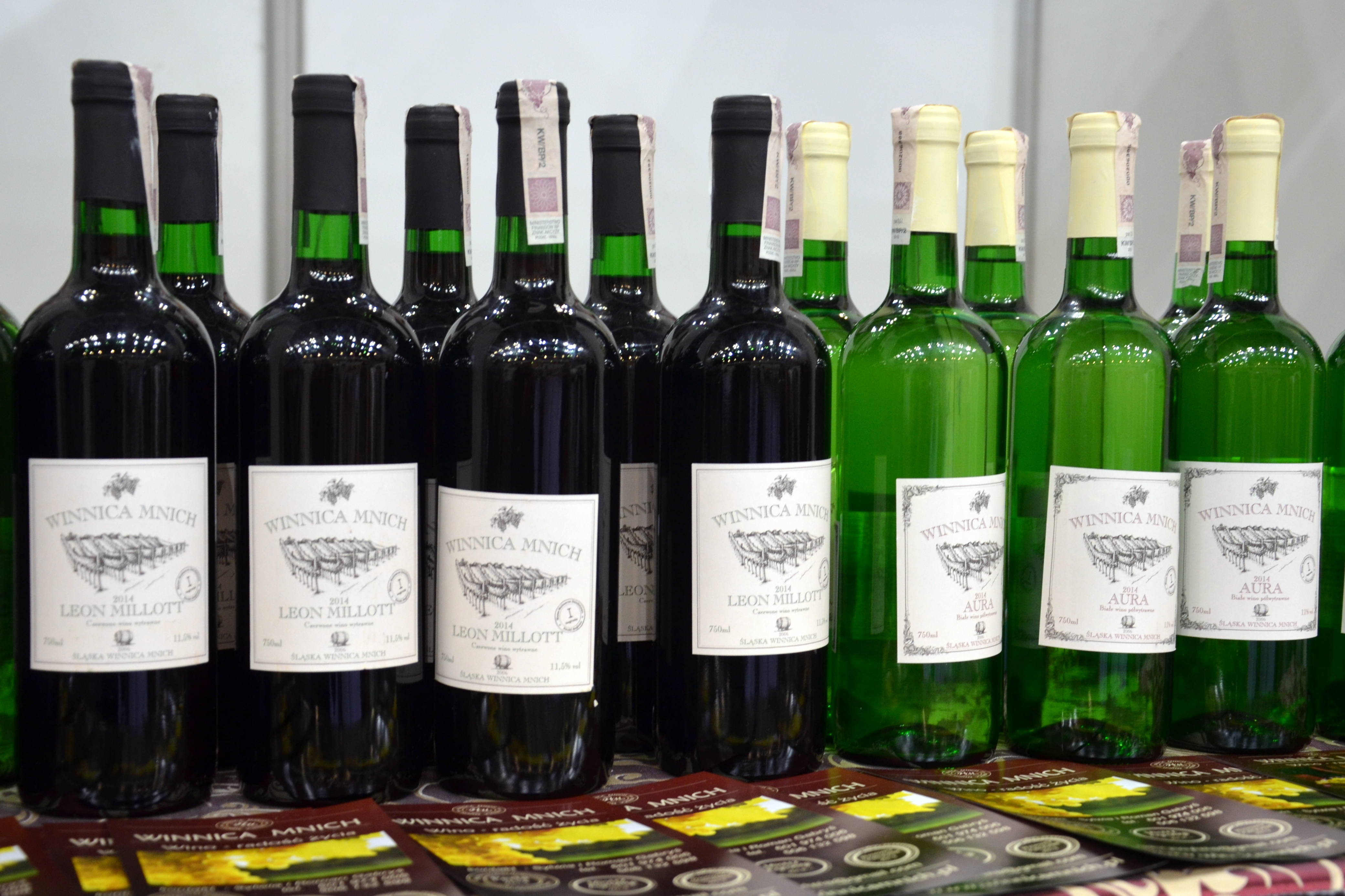
Силезское вино, с. Мних

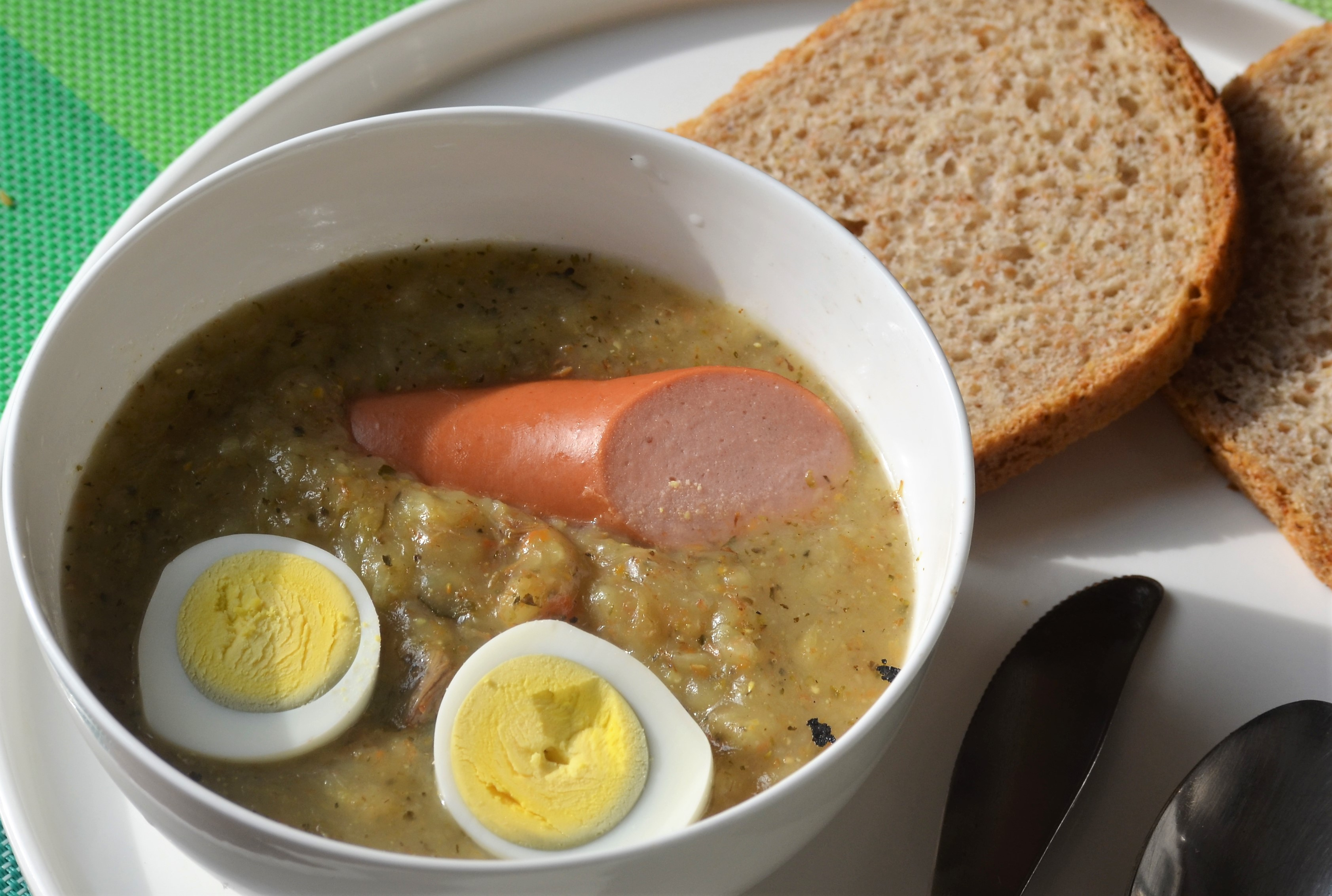
Жур

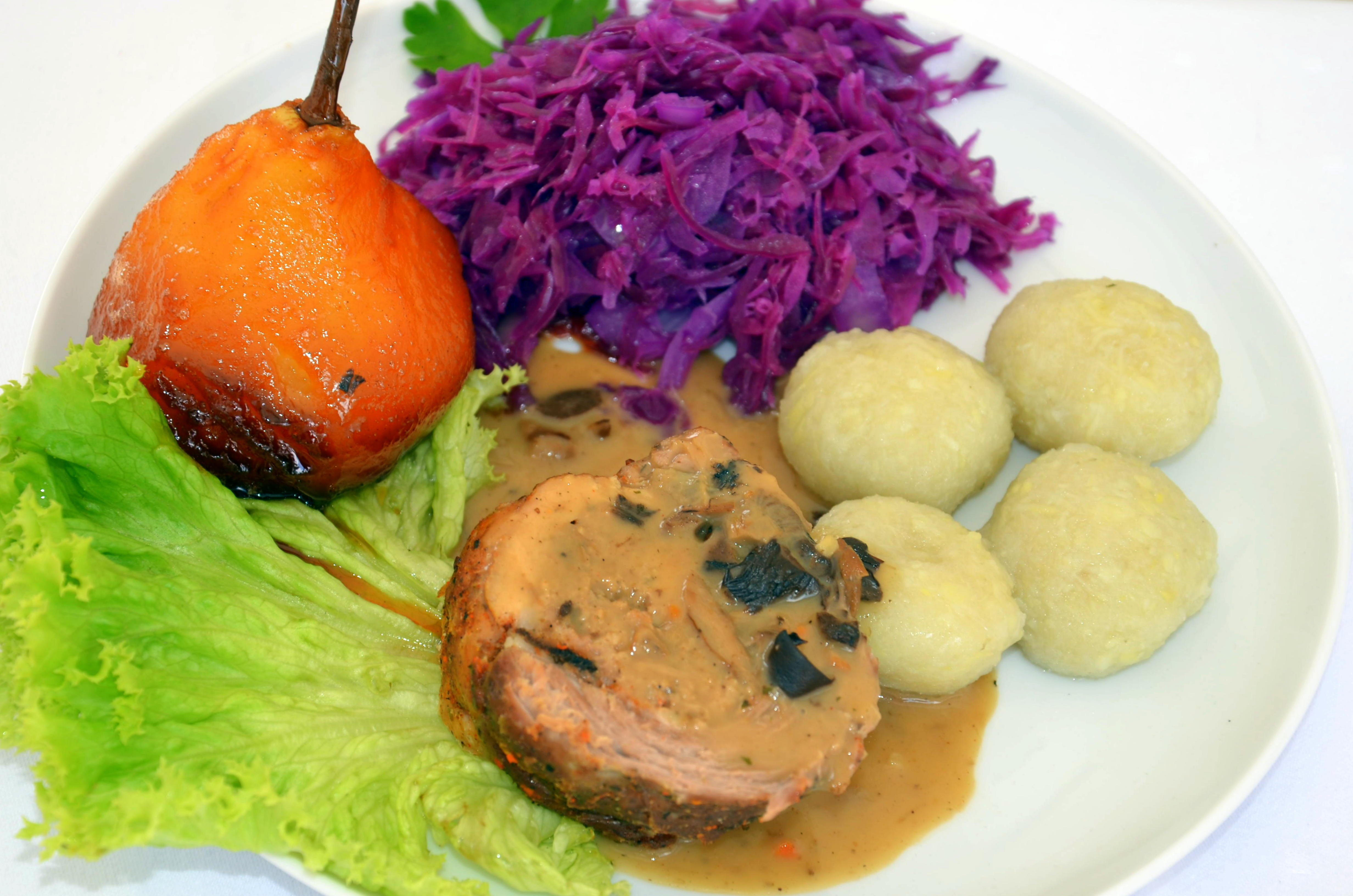
Мясной рулет, силезские клецки и красная капуста

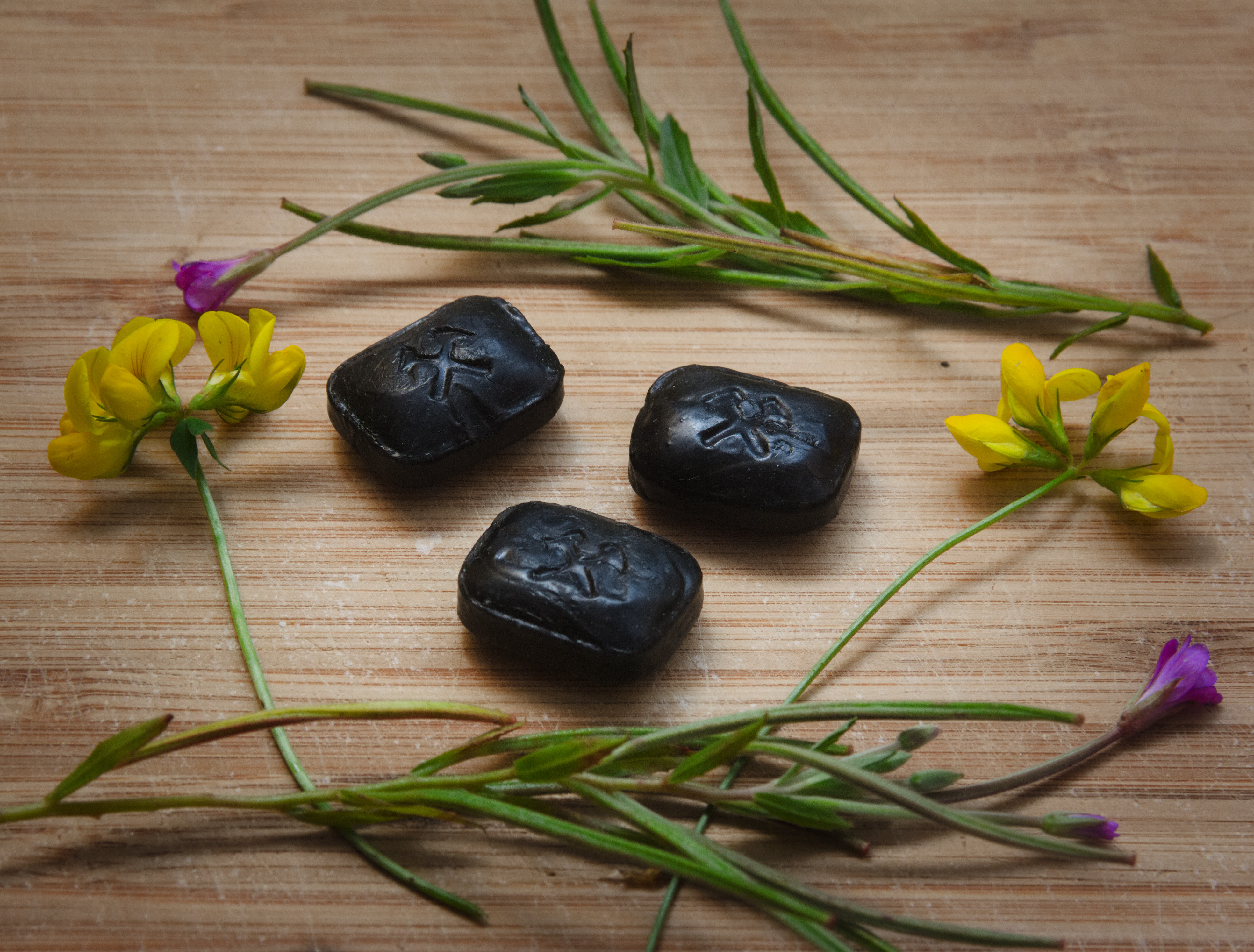
«Копальньоки» — силезские конфеты с мятно-анисовым вкусом

Силезская кухня — кухня, характерная для Силезии и силезцев. Считается региональной в польской и немецкой кухнях, также присутствует в чешской, что обусловлено расположением Силезии, и историей этого края.
Силезская кухня наиболее распространена в польской Верхней Силезии и в Польше в целом, тем не менее, в Германии, в Нижнесилезском районе Гёрлицского округа и за пределами Саксонии, силезская кухня также представлена.
Современная силезская кухня начала формироваться со второй половины XIX столетия. Изначально это была кухня бедных людей, которые стремились рационально использовать имевшиеся у них продукты. Считается, что силезская кухня зиждется на четырёх продуктах: картофеле, капусте, свинине и сельди

## Блюда

### Мясные блюда
- Ролада — разновидность мясного рулета с начинкой, напоминает зразы
- Карминадле — силезские свиные котлеты
- Крупньоки силезские — традиционная колбаса
- Жымлок — традиционная силезская колбаса из субпродуктов
- Бигос с картофельными клёцками
- Силезское небо

### Супы
- Жур по-силезски
- Жур женятый — суп на закваске из хлеба, муки или овсянки с салом и колбасой, копчеными ребрышками, шкварками и картофелем
- Водзёнка, броцупа — хлебный суп
- Семенётка — суп из семян конопли
- Брыя
- Гороховый суп
- Зелёный суп — из весенней зелени (щавеля, одуванчика, сныти, крапивы, тысячелистника, душицы)

### Другие блюда
- Браткартофле — жареный картофель
- Чапкапуста, мешана капуста, панчкраут — блюдо из картофельного пюре и капусты, обычно квашеной
- Хекеле — рубленая сельдь
- Хаускийза — домашний жареный сыр
- Чёрные клёцки
- Силезские картофельные клёцки
- Копа — десерт из сухофруктов и крема
- Копальоньоки — конфеты-леденцы чёрного цвета, напоминающие угольки
- Крепель — разновидность пончика
- Маковки — десерт из хлеба и мака
- Мёдек майский — суррогатный мёд из цветков одуванчика
- Мочка — пряничный соус
- Модра капуста — блюдо из отварной краснокочанной капусты, с жареным салом, уксусом, перцем и луком
- Облаты — круглые вафли
- Силезский шавот — салат из картофеля, яиц, маринованных огурцов, лука и мясных добавок
- Шпайза — силезский десерт из взбитых яиц и желатина
- Зиста — песочная бабка или кекс